# 필원잡기
《필원잡기》(筆苑雜記)는 조선 전기에 주로 활동했던 학자인 서거정(徐居正)이 편찬한 한문 수필집이다. 필사본이며 2권으로 구성되어 있다. 규장각 소장 도서이다.

## 소개
이전의 서사문학으로 신라 때 혜초가 지은 ≪왕오천축국전(往五天竺國傳)≫이나 최치원의 ≪쌍녀분(雙女墳)≫ 등이 있고, 고려시대는 박인량의 ≪수이전 (殊異傳)≫, 임춘의 ≪국순전(麴醇傳)≫, 이규보의 ≪국선생전(麴先生傳)≫, ≪백운소설(白雲小說)≫, 이인로의 ≪파한집(破閑集)≫, 최자의《보한집(補閑集)》, 이제현의 ≪역옹패설(轢翁稗說)≫과 같은 작품들이 전해온다. 조선에 들어와서도 한문 수필집이 다양하게 엮어졌는데, 그 대표적인 것이 서거정의 ≪필원잡기≫, ≪태평한화골계전(太平閑話滑稽傳)≫, 성현의 ≪용재총화(庸齋叢話)≫ 등이다. 이러한 산문문학은 이후 본격적 창작인 소설문학으로 이어지는 과도기적 작품이다.
≪필원잡기≫는 일종의 패관문학으로 조선조 큰 학자로 추앙받는 서거정(徐居正)이 역사에 누락된 사실과 시중에 떠돌던 한담(閑譚)들을 채록한 것이다. 서거정은 당대의 누구도 따라올 수 없는 해박한 지식과 탁월한 식견을 가지고 우리나라 사적(事蹟)을 널리 채집하여, 역대 창업으로부터 공경대부들의 도덕과 언행, 문장과 정사들 중에서 모범이 될 만한 것을 가려 뽑고, 또 국가의 전고(典故)와 떠도는 여항풍속(閭巷風俗) 중에서 사회 교육과 관련된 사례는 물론이고, 나라 역사에 기록되지 않은 사실까지도 형식에 얽매이지 않고 간결한 필체로 기술하였는데, 그것이 바로 ≪필원잡기≫이다. 그 제목에서 보듯, 붓 가는 대로 주위에 널려 있는 이런저런 사실들을 모아 기록했다는 뜻을 내포하고 있으니, 그야말로 송나라 구양수가 남긴 ≪귀전록(歸田錄)≫에 버금가는 작품이 아닐 수 없다. 닫기

## 편찬 역사
초반에 간행된 책은 서거정의 요청으로 유호인(兪好仁)이 관찰사 이세좌(李世佐)과 함께 1487년, 성종 18년에 간행하였다. 중반에 간행된 책은 서거정의 6대 후손인 정리(貞履)가 안동부사 임담(林墰)과 전주 부윤 김남중(金南重)과 함께 1642년, 인조 20년에 간행하였다.